# 배재로
배재로는 대덕대로가 끝나는 안골네거리에서 정림동의 계백로까지를 남북으로 잇는 도로이다. 배재대학교 앞을 지나는 도로이기 때문에 이러한 이름이 붙여졌다. 불티구름다리에서 한밭도서관길과 바로 이어진다.

## 경유지
(대덕대로) - 안골내거리 - 서대전여자고등학교 - 배재대학교 - 도마중학교 - 불티구름다리 - (한밭도서관길)

## 도로정보
- 길이:3.6km
- 너비 : 편도 4차로